# Shivananda
Swami Shivananda Saraswati (en tamoul : சிவானந்தர் ; en hindi : शिवानन्द सरस्वती, translittération : śivānanda sarasvatī ; 8 septembre 1887 - 14 juillet 1963) est un maître spirituel hindou enseignant du yoga et du vedānta. Il a eu plusieurs disciples et a laissé près de 300 ouvrages sur de nombreux thèmes, notamment sur le yoga et le védanta.

## Biographie
Shivananda est né sous le nom de Kuppuswami à Pattamadai dans l'État du Tamil Nadu, en Inde, dans une famille de brahmanes orthodoxes. Il reçoit une éducation en anglais et maîtrise parfaitement cette langue en plus de sa langue maternelle, le tamoul. Après qu'il eut pratiqué la médecine en Malaisie durant plusieurs années, sa femme et ses deux enfants meurent. Il découvre alors les écrits de Vivekananda et, après une vie itinérante, renonce au monde et commence une vie monastique sous le nom de Shivânanda, « Félicité de Shiva », nom qu'il reçoit d'un moine ascète de la branche Sarasvatî de l'ordre Dashanâmi (en), lignée affiliée à Adi Shankara, en 1924.
Il a vécu la plus grande partie de la fin de sa vie à Rishikesh, dans le nord de l'Inde. En 1936, il fonde la Divine Life Society (en) (Société de la vie divine), qui a pour objet d'œuvrer à la paix et la formation de citoyens pratiquant un « yoga intégral », à savoir un yoga qui soit une synthèse des quatre grands yogas : karma, bhakti, râja et jñâna. Il est aussi un précurseur de l'ouverture de l'hindouisme aux Occidentaux sur la base d'un principe : « Servir, aimer, purifier, donner, méditer et réaliser ». Suivant une approche syncrétique commune dans l'hindouisme néo-védantique contemporain, il considère les religions du monde comme autant de manières différentes d'exprimer les vérités du vedānta et n'hésite pas à emprunter des éléments à d'autres traditions en les reformulant suivant cette doctrine, comme sa Prière universelle, qui s'inspire librement du Notre Père chrétien.
Il a créé le Shivananda Ashram sur la rive du Gange à Shivanandanagar, à trois kilomètres de la ville de Rishikesh (district de Tehri Garhwal, Uttaranchal). Une imprimerie est installée dans l'ashram et permet l'impression et la diffusion de ses écrits en anglais.

## Disciples de Swami Shivananda
On compte parmi les disciples de Swami Shivananda :
- Swami Vishnudevananda (Inde), fondateur des centres internationaux de Sivananda Yoga Vedanta ;
- Swami Chinmayananda, figure importante du védantisme non-dualiste contemporain ;
- Swami Satyananda, fondateur de la Bihar School of Yoga, il a élaboré la méthode du yoga nidrâ ;
- Swami Satchidananda, fondateur du Integral Yoga ;
- Swami Jyotirmayananda ;
- Swami Sivananda-Hridayananda ;
- Swami Premananda ;
- Swami Devananda ;
- Devaki Kutty Mataji ;
- Swami Paramanananda (Inde) ;
- Swami Chidananda, ancien président de la Divine Life Society en Inde (désigné par Swami Sivananda) ;
- Swami Krishnananda, ancien secrétaire de la Divine Life Society (Inde) ;
- Swami Venkatesananda (Afrique du Sud, Iles Maurices, Madagascar, Australie) ;
- Swami Dayananda, ancien trésorier de la Divine Life Society en Inde ;
- Swami Madhavananda (Inde), ancien vice-président de la Divine Life Society.

II a demandé à ses disciples Satchitananda et Vishnudevananda de quitter l'Inde pour diffuser l'enseignement du yoga intégral dans le reste du monde.
Deux organisations internationales revendiquent l'héritage de Sw. Shivananda : la Bihar School of Yoga, fondée par Sw. Satyananda en 1964 et les centres internationaux de Sivananda Yoga Vedanta, fondés par Sw. Vishnudevananda à Montréal en 1959. Les fondateurs de ces deux organisations sont impliqués dans des crimes sexuels,.

## Œuvre
Auteur prolifique, Swami Sivananda a écrit exactement 296 livres sur différents sujets tels que la métaphysique, le yoga, la religion, la philosophie occidentale, la psychologie, l'eschatologie, les beaux-arts, l'éthique, l'éducation, la santé, des proverbes, des poèmes, des épîtres, des autobiographies et des biographies, des histoires et des pièces de théâtre, des messages, des conférences, des dialogues, des essais et des anthologies.
De nombreux livres sont orientés vers la pratique du yoga, en particulier le hatha yoga. Sivananda est connu pour avoir dit « Un brin de pratique est meilleur que des tonnes de théories. Pratiquez le Yoga, la religion et la philosophie dans votre vie quotidienne et accédez à la réalisation du Soi ».
Son approche du yoga l'inscrit dans le yoga postural moderne psychosomatique tel que le décrit Elizabeth De Michelis : héritier de l'élaboration du yoga à destination des Occidentaux proposée par Vivekananda (Râja Yoga, 1896), il est centré sur l'expérience personnelle par la pratique, contient peu de règles doctrinales et s'appuie sur des communautés ouvertes. Ses nombreux écrits, diffusés par la Divine Life Society et ses disciples installés en Occident, exposent une synthèse cohérente des pratiques posturales et mentales pour la vie séculière. Cette synthèse passe par la codification d'exercices quotidiens proposés à l'adepte et par la vulgarisation de la pensée religieuse du védanta non dualiste.
Le système de Shivananda s'inspire de la tradition indienne et de l'état de la science occidentale au début du XXe siècle. Comme la plupart des systèmes néo-védantiques, il tend à confondre le domaine métaphysique et le domaine physique, notamment en interprétant la notion de prâna en termes d'énergie physique ayant une influence sur le corps matériel.

## Influence
Sa maîtrise de l'anglais et l'accès facilité aux instruments de l'impression de masse ont attiré les Occidentaux dès les années 1930 à son ashram de Rishikesh.
L'historien et anthropologue Mircea Eliade séjourne auprès de Shivananda au début des années 1930 et la soutenance de sa thèse de doctorat sur le yoga, publiée sous le titre Le Yoga : Immortalité et Liberté, a bénéficié de son immersion à l'ashram de Rishikesh. Mircea Eliade échange notamment avec le psychanalyste Carl G. Jung, lequel voit dans ce yoga un pendant oriental à sa pratique psychanalytique.
Il échange par courrier avec l'ukrainien émigré en Allemagne Boris Sacharow (1899-1959), qui fondera les premières écoles de yoga en Allemagne.
Il apparaît dans son ashram dans le documentaire d'Arnaud Desjardins Ashrams (1961), entouré de visiteurs et de dévôts.

## Sources
- (en) Cet article est partiellement ou en totalité issu de l’article de Wikipédia en anglais intitulé « Swami Sivananda » (voir la liste des auteurs).